# Кресненско-Разложко въстание
Кресненско-Разложкото въстание, известно още и като Македонското въстание, е въстание на македонските българи от 1878 – 1879 година срещу османската власт, последвало решенията на Берлинския конгрес, оставил Македония извън границите на новообразуваното Княжество България.

## Предистория
Българите от Македония изпращат до правителствата на Великите сили и Временното руско управление петиции, мемоари и молби, с които протестират срещу решението техните земи да останат в пределите на Османската империя. Наред с мирните протести продължават и четническите акции. Стихийните изяви на съпротива придобиват организиран характер с активното участие на църковните дейци и интелигенти като Натанаил Охридски, Методий Кусев, Васил Диамандиев и други и на комитетите „Единство“. Започва подготовка за въстание. На 8 септември 1878 година в Рилския манастир се провежда съвещание. На него присъстват Натанаил Охридски, Димитър Попгеоргиев, Ильо Марков и войводи от вътрешността на Македония. В изпълнение на взетото решение в пограничните с Османската империя райони се създава местно опълчение, което поема охраната на границата.

## Бойни действия
На 5 октомври 1878 година сборен отряд от около 400 въстаници, разделен на чети, под общото командване на Стоян Карастоилов (Стоян войвода) и Адам Калмиков атакува османския гарнизон, разположен при кресненските ханове. След 18-часово сражение, османската войска се предава. Пленени са 119 войници и 2 офицери. Освободени са селата Влахи, Ощава, Ново село. Въстанието обхваща и местността Каршияка, надясно от река Струма. Формирано е въстаническо ръководство в състав: атаман Адам Калмиков, началник-щаб Димитър Попгеоргиев и главен войвода Стоян Карастоилов. Освен в Кресненското дефиле въстанически действия започват в Неврокопско, Демирхисарско, Сярско, Малешевско и пр. В началото на ноември въстанието обхваща и селата от Разложката котловина. Софийският комитет „Единство“ изпраща Баньо Маринов с чета доброволци за главен войвода в Разлога, като негов заместник-войвода е Никола Фурнаджиев. Ожесточени сражения се водят при освобождаване на Банско и Мехомия. На 8 ноември след няколкочасов бой четата на Маринов освобождава Банско. Втори въстанически център в Разложката котловина става село Горно Драглище. Към него се отправят въстаници от Долно Драглище, Добърско и Годлево. Сформираната чета потегля към село Баня. В резултат на успешните въстанически действия в Кресненско и Разложко са освободени 43 села.
На 10 ноември 1878 година е издаден Апелът на Привременното българско управление в Македония, с който се призовават свободните българи и всички славяни да окажат помощ на въстаниците.
Въпреки проявения героизъм османците преминават в настъпление. На 11 ноември 1878 година е опожарена Кресна. Същата участ постига още 12 села от Кресненското дефиле. Към края на ноември е разгромено въстанието и в Разложко. Адам Калмиков, който е назначен за командващ на едното въстаническо отделение влиза в конфликт с командира на другото – Луис Войткевич. В резултат и двамата са отстранени от българските войводи. Поради техни интриги Софийският комитет „Единство“ връща Калмиков като ръководител. Заедно с Войткевич, двамата организират убийството на Стоян Карастоилов и на четниците му Георги Чолаков и Иван Трендафилов, както и ареста на Димитър Попгеоргиев. По десния бряг на река Струма въстаническите действия продължават до февруари 1879 година, но разколът в ръководството оказва силен негативен резултат.
В началото на 1879 г. настъпва нов момент в политическата активност. Една от причините за това била подготовката на въстаническите действия през пролетта на 1879 г., осъществявана от групата на Натанаил Охридски. Ha своя помощник Мирослав Хубмайер Натанаил възложил военно-организационни задачи. Още при първата обиколка на Стамболов и Хубмайер в Босилеград на 17 декември е поставено началото на новото устройство и са приети „Привременните правила за нареждането на Македонското въстание“. Тук сега се създало „Привременно военно управление на Македония“. Стефан Стамболов и Никола Обретенов настояват да се използва опитът от Априлското въстание и апостоли да подготвят населението за бъдещите въстанически действия. Натанаил Охридски остава привърженик на четническата тактика и така разколът продължава. Поради това Хубмайер бил освободен, а начело на Военното управление от началото на април застанал Григор Огненов.
В разгара на новите въстаническите боеве по инициатива на Натанаил Охридски и въстаническото ръководство била изпратена една делегация в Учредителното събрание в Търново. Тяхната задача била да изразят горещото желание на всички жители българи от Македония за обединение с България, но без успех. В състава на делегацията влизат Димитър Протич от Велес, Никола Диамандиев от Охрид, Косте Хаджитрайчев от Кратово, Наум Симов от Битоля, Димитър Хаджиандонов от Щип, Атанас Радев от Кочани, Димитър Попгеоргиев от Струмишко и Стоян Костов от Скопие. Делегацията заявява „и да ся стремим за обедининението ни, докле тече в жилите ни българска кръв. За това ся упълномощават горепосочените господа да обърнат вниманието на г-да представители от свободна България върху това нечто и заемат в сериозно внимание това наше неотемлемо желание да употребят всичките си сили да не останем под несносното вече за нас иго.“ На 13 март 1879 г. Натанаил Охридски отправил писма-апел до Учредителното събрание в Търново, в които се настоявало да „се вземът нужните мерки за достигането на нашето единство според Санстефанския договор“. През април 1879 година една сравнително голяма чета преминава османската граница с цел да даде сигнал за въстание около Битоля. Въстаниците остават изолирани и не могат да спрат настъплението на турските войски. На 25 май 1879 година Натанаил Охридски разпуска четите и така въстанието е прекратено.
Поражението на въстанието и жестокостите на турската войска и башибозук над населението принуждават над 25 000 души от Мелнишко, Горноджумайско, Разложко и други краища на Македония да напусне родните си селища и да потърсят убежище в Княжество България. Към 19 декември 1879 година българи от Македония изпращат Мемоар до Великите сили, с който искат създаване на един вилает от всички македонски епархии, населени с българи.
Насилията продължават и в 1880 година.
| Списък на затворени българи според руското посолство в Цариград | Списък на затворени българи според руското посолство в Цариград | Списък на затворени българи според руското посолство в Цариград | Списък на затворени българи според руското посолство в Цариград                                                                      | Списък на затворени българи според руското посолство в Цариград | Списък на затворени българи според руското посолство в Цариград |
| №                                                               | Селище                                                          | Име                                                             | Повод за обвинението | Следствие от обвинението                                        |                                                                 |
|                                                                 | Солунски окръг                                                  |                                                                 | |                                                                 |                                                                 |
| --------------------------------------------------------------- | --------------------------------------------------------------- | --------------------------------------------------------------- | --- | --------------------------------------------------------------- | --------------------------------------------------------------- |
| 1.                                                              | Додулар                                                         | Коста Манук                                                     | участие в подписване на прошения, изпратени от българите до Румелийската комисия                                                     | заточен в Азия                                                  |                                                                 |
| 2.                                                              | Солун                                                           | Мирчо                                                           | за фирма на български над хана му | затворен и предаден на военен съд                               |                                                                 |
| 3.                                                              | Солун                                                           | Димитриев                                                       | за получаване в кафенето му на български вестници                                                                                    | също                                                            |                                                                 |
|                                                                 | Серски окръг                                                    |                                                                 | |                                                                 |                                                                 |
| 4.                                                              | Вронди                                                          | Атанас Георгиев                                                 | участие в протестна подписка срещу отстраняването на българите от Солунската комисия за разглеждане на законопроекта за реформите    | заточен в Азия                                                  |                                                                 |
| 5.                                                              | Вронди                                                          | Георги Стоянов                                                  | за същото | също                                                            |                                                                 |
| 6.                                                              | Ораховица                                                       | Стефа Пахчо                                                     | за същото | също                                                            |                                                                 |
| 7.                                                              | Ораховица                                                       | старей                                                          | за същото | също                                                            |                                                                 |
| 8.                                                              | Банечко                                                         | мухтар Константин                                               | за същото | също                                                            |                                                                 |
| 9.                                                              | Лакос                                                           | мухтар Яков                                                     | за същото | също                                                            |                                                                 |
| 10.                                                             | Дутлия                                                          | мухтар                                                          | за същото | затворен                                                        |                                                                 |
| 11.                                                             | Дутлия                                                          | старей                                                          | за същото | затворен                                                        |                                                                 |
| 12.                                                             | Муклен                                                          | старей                                                          | за същото | също                                                            |                                                                 |
| 13.                                                             | Мандилово                                                       | старей                                                          | за същото | също                                                            |                                                                 |
| 14.                                                             | Клепушино                                                       | старей                                                          | за същото | също                                                            |                                                                 |
| 15.                                                             | Ораховица                                                       | свещеник                                                        | за същото | също                                                            |                                                                 |
| 16.                                                             | Вращани                                                         | свещеник                                                        | за същото | също                                                            |                                                                 |
|                                                                 | Авретхисарски окръг                                             |                                                                 | |                                                                 |                                                                 |
| 17.                                                             | Гевгели                                                         | Ицо                                                             | за пасивно съчувствие на българското движение                                                                                        | заточен в Азия                                                  |                                                                 |
|                                                                 | Струмишки окръг                                                 |                                                                 | |                                                                 |                                                                 |
| 18.                                                             | Струмица                                                        | Ставро Тимов                                                    | за участие в подписването на горния протест и за прошение до екзарха за изпращане на български митрополит                            | също                                                            |                                                                 |
| 19.                                                             | Струмица                                                        | Манов                                                           | за същото | също                                                            |                                                                 |
| 20.                                                             | Струмица                                                        | Мухтар бей (турчин)                                             | за пасивно съчувствие към българите                                                                                                  | също                                                            |                                                                 |
| 21.                                                             | Струмица                                                        | Мехмед Вефид (турчин)                                           | за същото | също                                                            |                                                                 |
|                                                                 | Воденски окръг                                                  |                                                                 | |                                                                 |                                                                 |
| 22.                                                             | Воден                                                           | Тръпче Стоянов                                                  | за участие в подписването на прошение, изпратено от българите до Румелийската комисия и влиятелно съдействие на българското движение | не пострадва поради застъпничеството на първенеца Сюлейман бей  |                                                                 |
| 23.                                                             | Воден                                                           | Димитър Халилов                                                 | за същото | също                                                            |                                                                 |
| 24.                                                             | Воден                                                           | Христо Носчев                                                   | за същото | също                                                            |                                                                 |
|                                                                 | Ениджейски окръг                                                |                                                                 | |                                                                 |                                                                 |
| 25.                                                             | Рамел                                                           | Иван Кехая                                                      | за същото | затворен, оправдан от Енджейския меджлис                        |                                                                 |
| 26.                                                             | Оризари                                                         | Алар Тонас                                                      | за същото | също                                                            |                                                                 |
| 27.                                                             | Гумендже                                                        | Христо Рамалнев                                                 | за същото | също                                                            |                                                                 |
| 28.                                                             | Гумендже                                                        | Гоно Голобов                                                    | за същото | също                                                            |                                                                 |